# Steuerticket-Automat

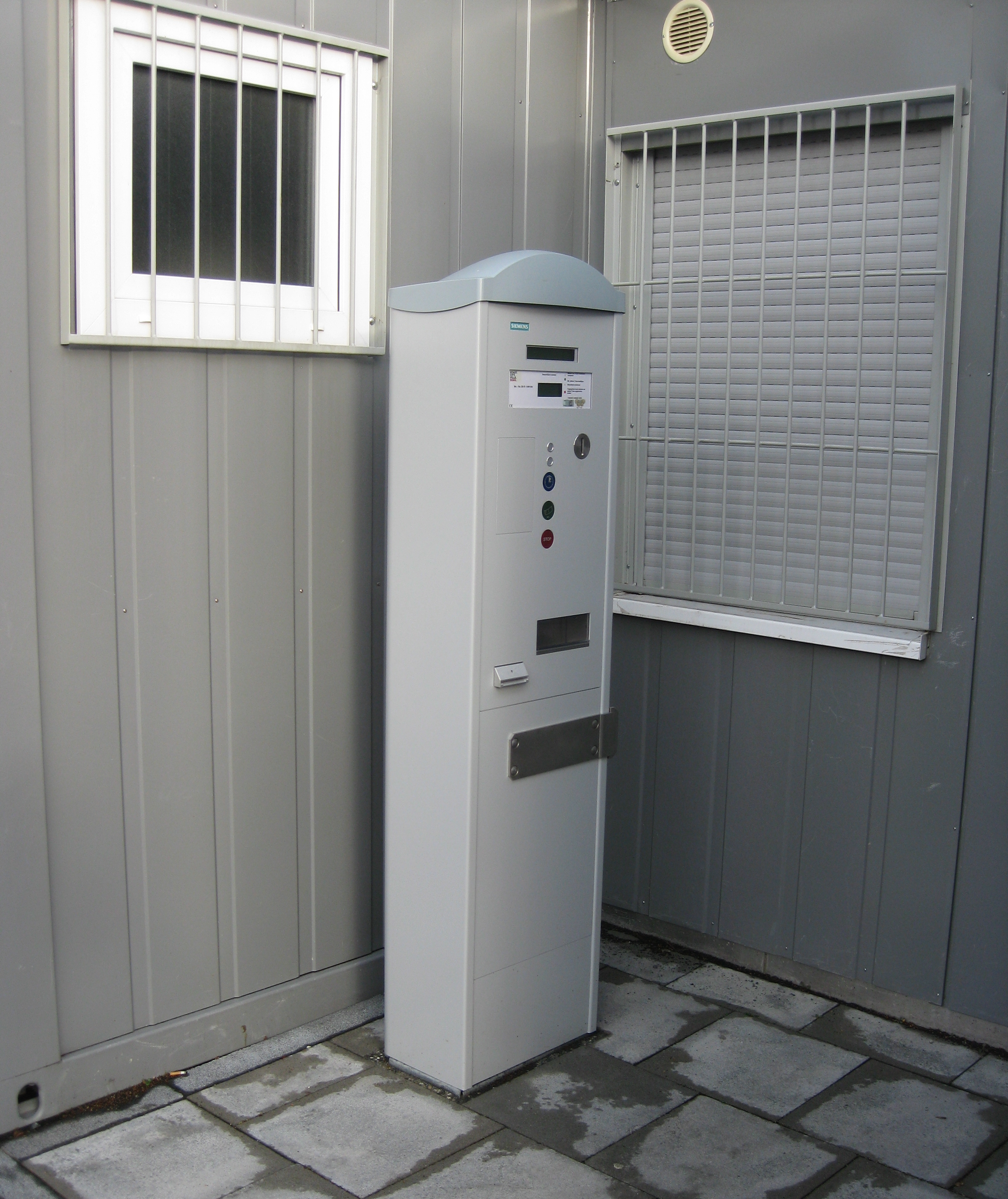
Steuerticketautomat auf dem städtischen Verrichtungsgelände (2011)

Als Steuerticket-Automat wird ein umgebauter Parkscheinautomat in Bonn bezeichnet, der seit August 2011 gegen Zahlung von Bargeld (6 Euro) ein Steuerticket ausgibt, das eine Prostituierte zur Ausübung ihrer Tätigkeit berechtigt. Das Ticket ist jeweils von 20.15 Uhr bis 6.00 Uhr gültig, unabhängig von der Zahl der Dienstleistungen.
Der Automat wurde auf einem Gelände aufgestellt, das in städtischem Besitz ist. Auf diesem Verrichtungsgelände an der Immenburgstraße sind des Weiteren sechs Verrichtungsboxen mit Holzwänden als Abtrennung aufgestellt, in deren Grenzen die Prostituierten mitsamt ihren Freiern dem Gewerbe nachgehen können. Zur Ausstattung des Geländes gehören noch zwei kleinere Container; darin befinden sich sanitäre Anlagen und ein Aufenthaltsraum für einen Wachmann.
Die Nutzung des Steuerticket-Automaten ist für Gewerbetreibende des Straßenstrichs verbindlich, die Prostituierten in Bordellen werden auf anderem Wege besteuert. Das städtische Steueramt will Kontrollen durchführen und mit Verwarnungen, Bußgeldern und Platzverweisen die Steuerticket-Pflicht durchsetzen.
Mit der Nutzung des Automaten entfällt für die Prostituierten die Pflicht zur täglichen Abgabe einer Steuererklärung; entbindet sie aber nicht von der Einkommensteuerpflicht. Ein weiterer Vorteil dieses Verfahrens ist, dass die Gewerbetreibenden damit ihre Anonymität wahren können bei gleichzeitiger Einhaltung der Steuerpflicht. Das Angebot wurde sehr gut angenommen; im ersten Jahr nahm die Stadt an dem Automaten 35.200 Euro ein.
Bereits im Jahr 2003 hatte die Stadt Köln eine Sexsteuer eingeführt, jedoch keinen Ticketautomaten dafür aufgestellt.

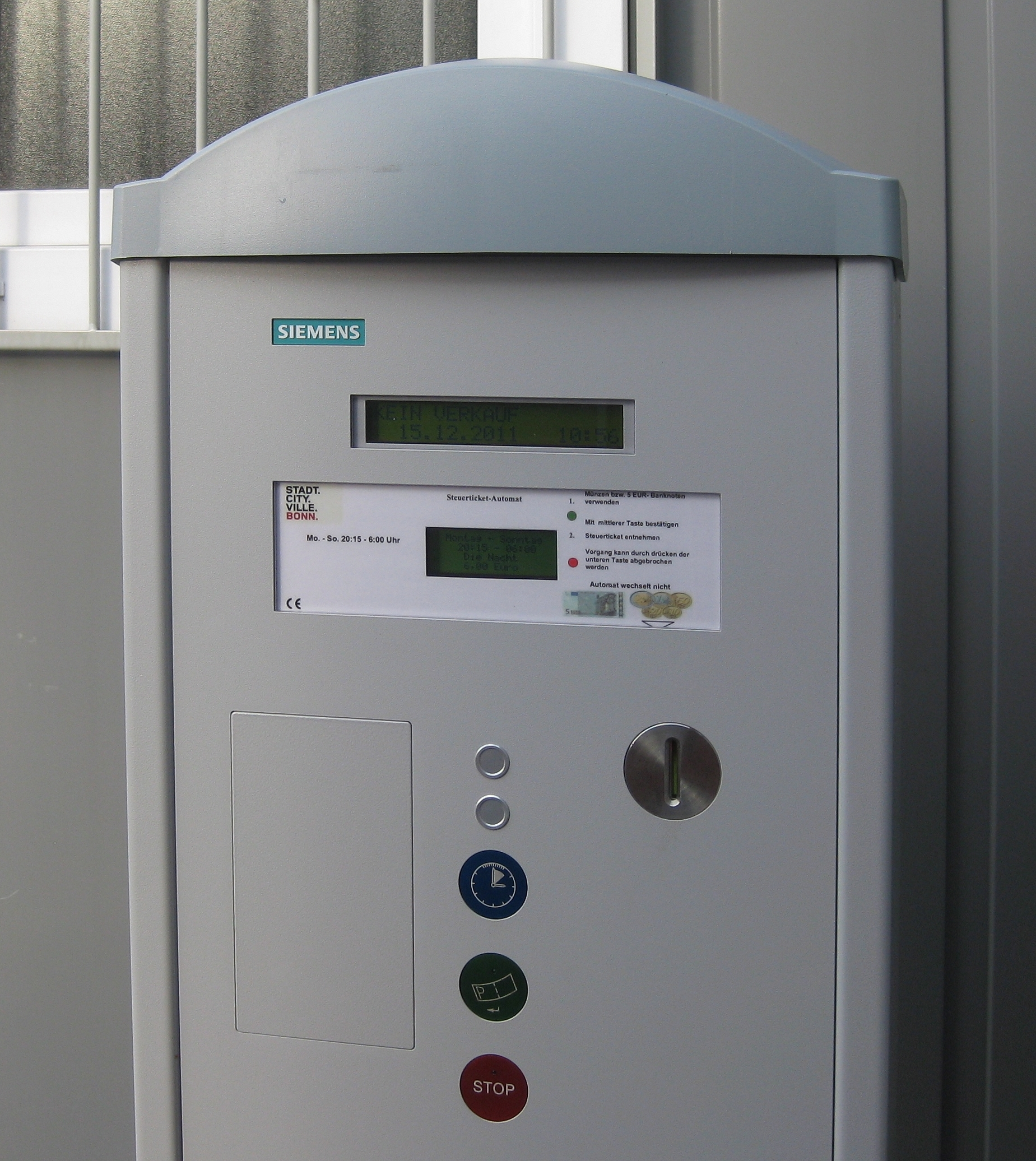
Display